# Kaczmarka (Czatachowa)

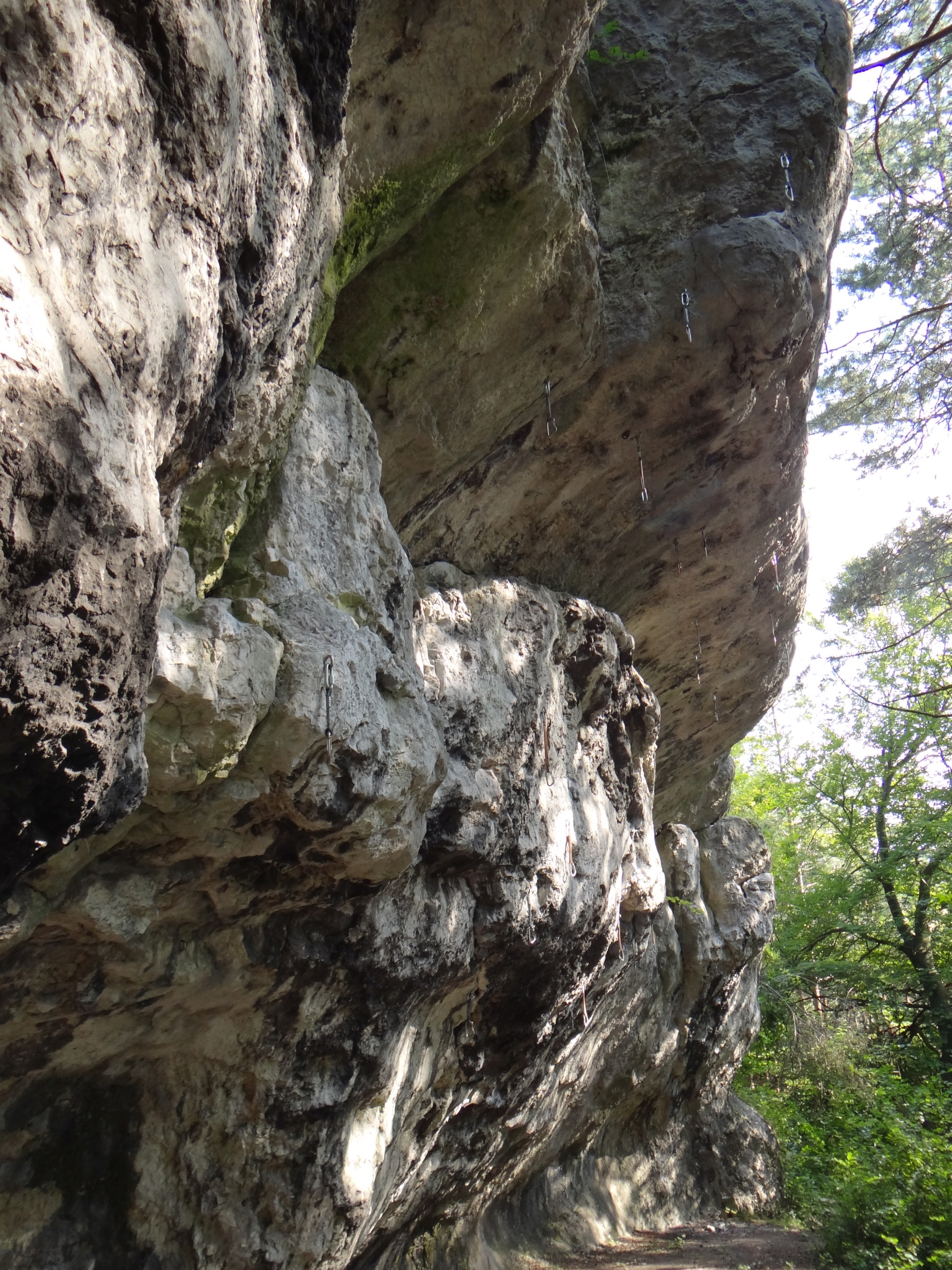
Wampirek

Kaczmarka (ok. 382 m) – wzniesienie we wsi Czatachowa w województwie śląskim, w powiecie myszkowskim, w gminie Żarki. Pod względem geograficznym znajduje się na Wyżynie Częstochowskiej.
Nazwę wzniesienia podaje Państwowy Instytut Geologiczny, brak jej natomiast na mapach Geoportalu i innych. Jest to jednak ewidentne wzniesienie o wysokości względnej kilkudziesięciu metrów. Od południowej strony opada na pola Czatachowej, od zachodniej i północno-zachodniej do dolinki, którą biegnie droga z Czatachowej do Ostrężnika, od wschodniej do dolinki oddzielającej go od wzniesienia Bukowie i pola wsi Trzebniów, od północno-wschodniej do dolinki, którą biegnie Siedlecka Droga z Trzebniowa do Ostrężnika. Nazwę wzniesienia potwierdzają również nazwy wielu jaskiń (np. Schroniska na Kaczmarce 1–8, Wielki Okap na Kaczmarce i in.).
Kaczmarka jest całkowicie porośnięta lasem. Jest w nim wiele skał wapiennych. Na największych z nich uprawiana jest wspinaczka skalna. Są to skały: Kieł, Dziurawa, Verdon i Wampirek. W skałach są jaskinie: Jaskinia Dwupiętrowa, Jaskinia Pozioma, Mały Okap na Kaczmarce Pierwszy, Mały Okap na Kaczmarce Drugi, Mały Okap na Kaczmarce Trzeci, Schronisko na Kaczmarce Pierwsze, Schronisko na Kaczmarce Drugie, Schronisko na Kaczmarce Trzecie, Schronisko na Kaczmarce Czwarte, Schronisko na Kaczmarce Piąte, Schronisko na Kaczmarce Szóste, Schronisko na Kaczmarce Siódme, Schronisko na Kaczmarce Ósme, Wielki Okap na Kaczmarce.